# Liste antiker Ortsnamen und geographischer Bezeichnungen/Ps
| Lateinischer Name | Griechischer Name  | Beschreibung                                    | Heute                                                      | Quellen und Verweise      | Lage                 |
| ----------------- | ------------------ | ----------------------------------------------- | ---------------------------------------------------------- | ------------------------- | -------------------- |
| Psacum            |                    |                                                 |                                                            | Smith;                    |                      |
| Psamathus         |                    |                                                 |                                                            | Smith;                    |                      |
| Psaphis           |                    |                                                 |                                                            | Smith;                    |                      |
| Pseboa            |                    |                                                 |                                                            | Smith;                    |                      |
| Pselcis           |                    |                                                 |                                                            | Smith;                    |                      |
| Psessii           |                    |                                                 |                                                            | Smith;                    |                      |
| Pseudocelis       |                    |                                                 |                                                            | Smith;                    |                      |
| Pseudopenias      |                    |                                                 |                                                            | Smith;                    |                      |
| Pseudostomos      |                    |                                                 |                                                            | Smith;                    |                      |
| Psile             |                    |                                                 |                                                            | Smith;                    |                      |
| Psillis           |                    |                                                 |                                                            | Smith;                    |                      |
| Psophis           | Ψωφίς (Psōfis)     | bedeutende Stadt zwischen Arkadien und Elis     | zwischen Psofida und Tripotama in Griechenland             | Polybios IV.69–72; Smith; | 37° 52′ N, 21° 54′ O |
| Psychium          |                    |                                                 |                                                            | Smith;                    |                      |
| Psychrus          |                    |                                                 |                                                            | Smith;                    |                      |
| Psylli            |                    |                                                 |                                                            | Smith;                    |                      |
| Psyllium          | Ψύλλιον (Psyllion) | befestigtes Emporion an der Küste von Bithynien | Ağva, westlich von Şile an der türkischen Schwarzmeerküste | Smith;                    |                      |
| Psyra             |                    |                                                 |                                                            | Smith;                    |                      |
| Psyttaleia        |                    |                                                 |                                                            | Smith;                    |                      |